# Велики Прокоп
Велики Прокоп је насељено мјесто града Гарешнице, у Бјеловарско-билогорској жупанији, Република Хрватска.

## Географија
Велики Прокоп се налази око 13 км сјеверозападно од Гарешнице.

## Становништво
Према попису становништва из 2011. године, насеље Велики Прокоп је имало 48 становника.
| Националност       | 1991. | 1981. | 1971. | 1961. |
| Срби               | 67    | 81    | 114   | 132   |
| Хрвати             | 6     | 5     | 8     | 13    |
| Југословени        | 3     | 22    | 2     |       |
| остали и непознато | 1     |       | 5     | 3     |
| Укупно             | 77    | 108   | 129   | 148   |

| Демографија | Демографија | Демографија |
| Година      | Становника  | Становника  |
| ----------- | ----------- | ----------- |
| 1961.       | 148         |             |
| 1971.       | 129         |             |
| 1981.       | 108         |             |
| 1991.       | 77          |             |
| 2001.       | 65          |             |
| 2011.       |             | 48          |